# يعقوب بك
يعقوب بك هو سياسي عثماني، تولى منصب قبطان باشا.

## مناصبه
تولى المناصب التالية:
- قبطان باشا (1462–1463)